# Собор Вознесения Девы Марии (Рожнява)
Собор Вознесения Девы Марии (словац. Katedrála Nanebovzatia Panny Márie) — католическая церковь, находящаяся в городе Рожнява, Словакия. Церковь Вознесения Девы Марии является кафедральным собором епархии Рожнявы.

## История
На месте сегодняшнего храма ранее находилась приходская церковь Вознесения Девы Марии, построенная в 1304 году. На рубеже XV—XVI веков эта церковь была капитально перестроена в готическом стиле. В XVI и первой половине XVII веках церковь была в собственности у местных лютеран. В 1776 году после учреждения Святым Престолом епархии Рожнявы церковь Вознесения Девы Марии стала кафедральным собором этой епархии. Позднее храм был перестроен в стиле позднего барокко.
В XIX веке к храму была пристроена башня с колоколами.

## Источник
- Mons. Viliam Judák: «Katedrála — matka chrámov v diecéze.» In: Pútnik svätovojtešský : Kalendár na rok 2011. Zostavili Mária Vyskočová a Slavomír Ondica. Trnava : Spolok svätého Vojtecha, 2010, s. 33-63. ročník 139 ISBN 978-80-7162-824-8 (s. 57-59: «Katedrála nanebovzatia Panny Márie v Rožňave»)